# Râul Chetroaia
Râul Chetroaia este un curs de apă, afluent al râului Șușița. 